# Il ratto delle Sabine (film 1961)
Il ratto delle Sabine è un film del 1961, diretto da Richard Pottier.

## Trama
Il film narra la famosa leggenda del rapimento delle vergini sabine da parte di Romolo, re di Roma, che si era reso conto della necessità di nuove fanciulle per procreare figli garantendo così la continuità del regno.
Perciò organizza una festa ed invita tutti i popoli nelle vicinanze tra cui i Sabini.
In seguito di nascosto il re affiancato da un gruppo di giovani rapisce tutte le vergini sabine, scatenando così le ire del popolo e del loro re Tito Tazio.